# Korkin Dor
Korkin Dor (ros. Коркин Дор) – wieś w Rosji, w rejonie kiczmiengsko-gorodieckim obwodu wołogodzkiego. W 2021 r. była niezamieszkana.